# NGC 21
Az NGC 21 egy spirálgalaxis a Andromeda (Androméda) csillagképben.

## Felfedezése
Az NGC 21 galaxist először William Herschel fedezte fel 1790. november 26-án és katalogizálta NGC 29 néven. Később Lewis A. Swift azt hitte, új objektumot fedezett fel, de valójában nem. Ő 1885. szeptember 20-án fedezte fel, és NGC 21 néven katalogizálta.

## Tudományos adatok
A galaxis 4770 km/s sebességgel távolodik tőlünk.